# Callidina
La callidina o lisil-bradichinina è una delle tre chinine che compongono il sistema bradichinina-callidina. Con le altre due chinine del sistema, la bradichinina e la metil-callidinia (metionil-lisil-bradichinina) ha un ruolo fondamentale nell'infiammazione.

## Le attività biologiche
Le attività biologiche in vivo sono:
- ipotensione
- aumento della permeabilità vasale
- broncocostrizione
- dolore se applicate a una flittene
- algogene, perché sensibilizzano le terminazioni nervose compresse dall'essudato

## Sintesi
La callidina deriva dal chininogeno, che è una glicoproteina plasmatica: si forma attraverso la sua scissione operata dall'enzima callicreina. La callidina poi viene convertita in bradichinina.